# Sarawak
Le Sarawak est l'un des deux États de Malaisie orientale. Il est situé sur l'île de Bornéo et couvre un tiers de la superficie de la Malaisie. Il compte 2,6 millions d'habitants, dont 50 % font partie de tribus indigènes (Dayaks…). Son territoire, en grande partie couvert par la jungle et les mangroves, est riche en matières premières (gaz naturel, pétrole), en ressources hydrauliques et en ressources agricoles (bois tropical, huile de palme), qui sont largement exploitées.

## Géographie
Le Sarawak est situé au nord de l'île de Bornéo. Avec une superficie de 124 450 km2 (un quart de celle de la France), c'est le plus grand des États de la Malaisie (37,5 % de la superficie totale du pays). Son territoire est situé immédiatement au nord de l'équateur, entre les latitudes 0,5° et 5° Nord et sa longitude est comprise entre 109,36° et 115,4° Est. Le Sarawak est délimité au nord par la mer de Chine méridionale. La côte longue de 750 km est interrompue sur 150 kilomètres en tout et à deux reprises par le territoire du sultanat de Brunei. Sa frontière est le sépare du Sabah, le deuxième état de la Malaisie orientale. Sa limite méridionale, éloignée au maximum de la côte de 250 km, le sépare du Kalimantan, partie de l'île de Bornéo faisant partie du territoire de l'Indonésie.       
Le Sarawak, comme l'état voisin du Sabah, présente un relief étagé entre l'intérieur des terres et la côte. Plusieurs chaînes tertiaires sédimentaires (monts Kapuas et monts Iran) d'altitude moyenne (entre 1 500 m à 2 500 m) et orientées sud-ouest / nord-est, surplombent une zone de piémont (collines, bas plateaux), d'altitude inférieure à 300 m d'altitude. Ces hautes terres centrales dominent des terres basses constituées de marécages ainsi que de plaines alluviales ou associées à des deltas fluviaux de petite taille. Les points culminants sont constitués par des intrusions granitiques, formant des pics isolés. Le sommet le plus élevé est le mont Murud (2 438 m). Les principaux fleuves sont le Baram, le Lupar et le Rajang
Situé à proximité de l'équateur, le Sarawak est couvert à 80 % par la forêt équatoriale,,,. Le Sarawak abrite dans sa partie orientale, à environ 100 km de la ville de Miri, le parc national du Gunung Mulu. Celui-ci fait partie depuis 2000 de la liste du patrimoine mondial de l'UNESCO pour sa faune et flore tropicale exceptionnelle, ainsi que ses cavernes et ses paysages de karsts érodés en cônes. Il est nommé d'après le mont Mulu, le deuxième pic le plus élevé de Sarawak.

## Climat
Le climat de Sarawak est équatorial. La température est relativement uniforme tout au long de l'année et est comprise en moyenne entre 23 °C le matin et 32 °C dans la journée. Dans les régions montagneuses comme à Bario, la température est comprise entre 16 et 25 °C en journée et peut tomber à 11 °C certaines nuits. La région connaît deux moussons. La mousson du nord-est se produit entre novembre et février et comprend des précipitations de forte intensité. La mousson du sud-ouest, plus modérée, a lieu de juin à octobre. Les précipitations annuelles sont particulièrement élevées, variant de 3 300 à 4 600 millimètres, en fonction du lieu. L'humidité est particulièrement élevée atteignant 80 à 90 % dans les basses terres. La partie occidentale du pays, vers la capitale Kuching, est la plus pluvieuse avec 3 mètres de pluie et des précipitations mensuelles atteignant près de 700 mm en décembre. Les régions à l'est du Sarawak jusqu'à Miri, moins exposées au nord-est, connaissent des précipitations beaucoup moins abondantes.
| Mois                     | jan.  | fév.  | mars  | avril | mai   | juin | jui.  | août  | sep.  | oct.  | nov.  | déc.  | année   |
| ------------------------ | ----- | ----- | ----- | ----- | ----- | ---- | ----- | ----- | ----- | ----- | ----- | ----- | ------- |
| Température moyenne (°C) | 26,3  | 26,6  | 27,3  | 27,9  | 28,2  | 28   | 27,7  | 27,7  | 27,5  | 27,5  | 27,5  | 27,2  | 27,4    |
| Précipitations (mm)      | 662,2 | 437,5 | 341,4 | 271,3 | 230,5 | 207  | 190,9 | 224,5 | 255,2 | 330,6 | 348,8 | 468,4 | 3 968,2 |
| dont pluie (mm)          | 22    | 17    | 16    | 17    | 15    | 14   | 13    | 14    | 16    | 19    | 22    | 22    | 207     |

| Mois                | jan. | fév. | mars | avril | mai | juin | jui. | août | sep. | oct. | nov. | déc. | année |
| ------------------- | ---- | ---- | ---- | ----- | --- | ---- | ---- | ---- | ---- | ---- | ---- | ---- | ----- |
| Précipitations (mm) | 380  | 260  | 265  | 260   | 235 | 255  | 240  | 275  | 290  | 325  | 375  | 420  | 3 580 |
| dont pluie (mm)     | 27   | 20   | 21   | 20    | 18  | 16   | 19   | 20   | 23   | 26   | 28   | 29   | 267   |

## Population

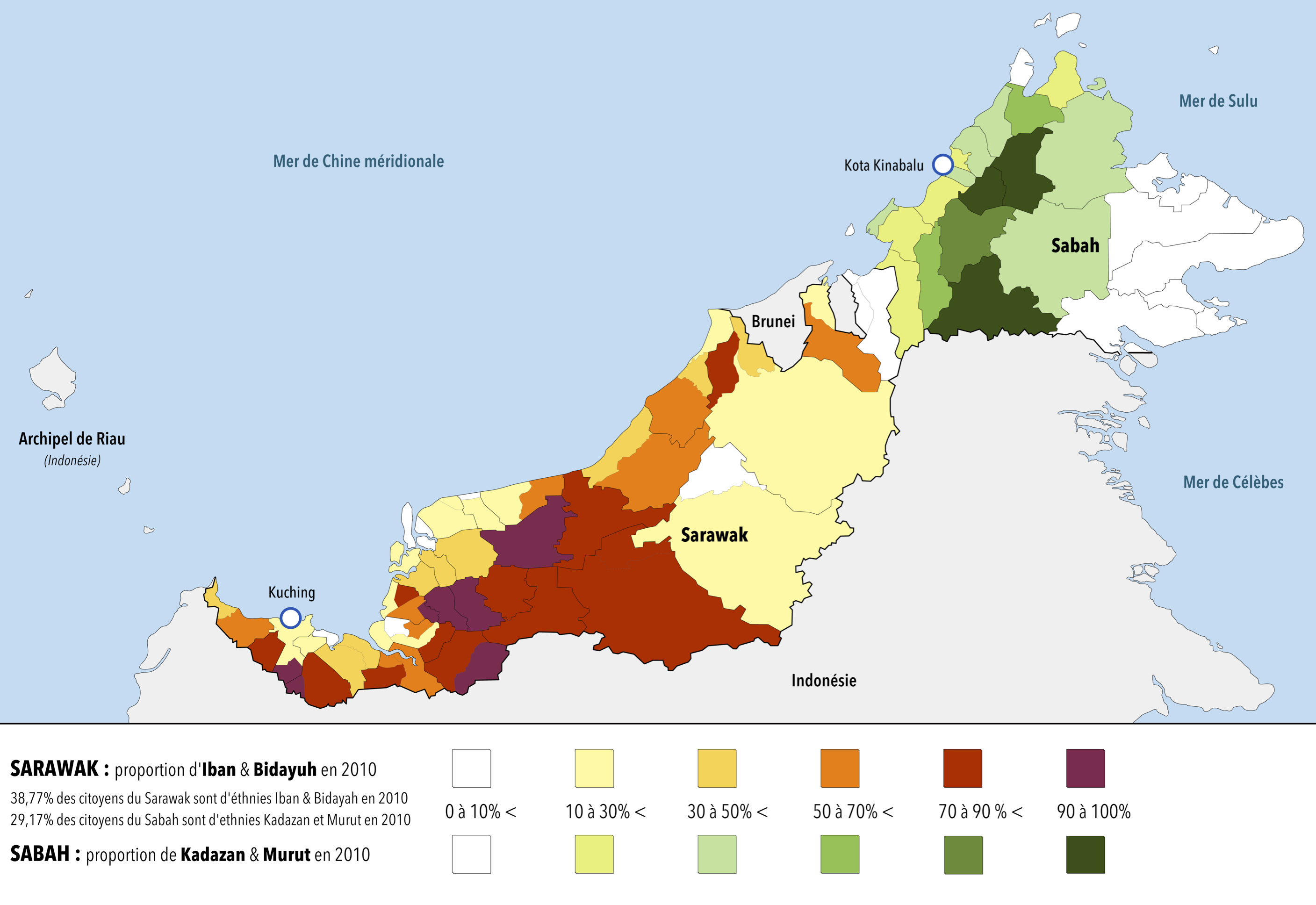
Répartition des citoyens malaisiens d'origine Iban, Bidayuh, Kadazan et Murut lors du recensement de 2010 par divisions et subdivisions administratives.

Groupes ethniques du Sarawak (2014)
- Iban (30,3 %)
- Malais (24,4 %)
- Chinois (24,2 %)
- Bidayuh (8,4 %)
- Orang Ulu (6,7 %)
- Melanau (5,4 %)
- Indiens (0,3 %)

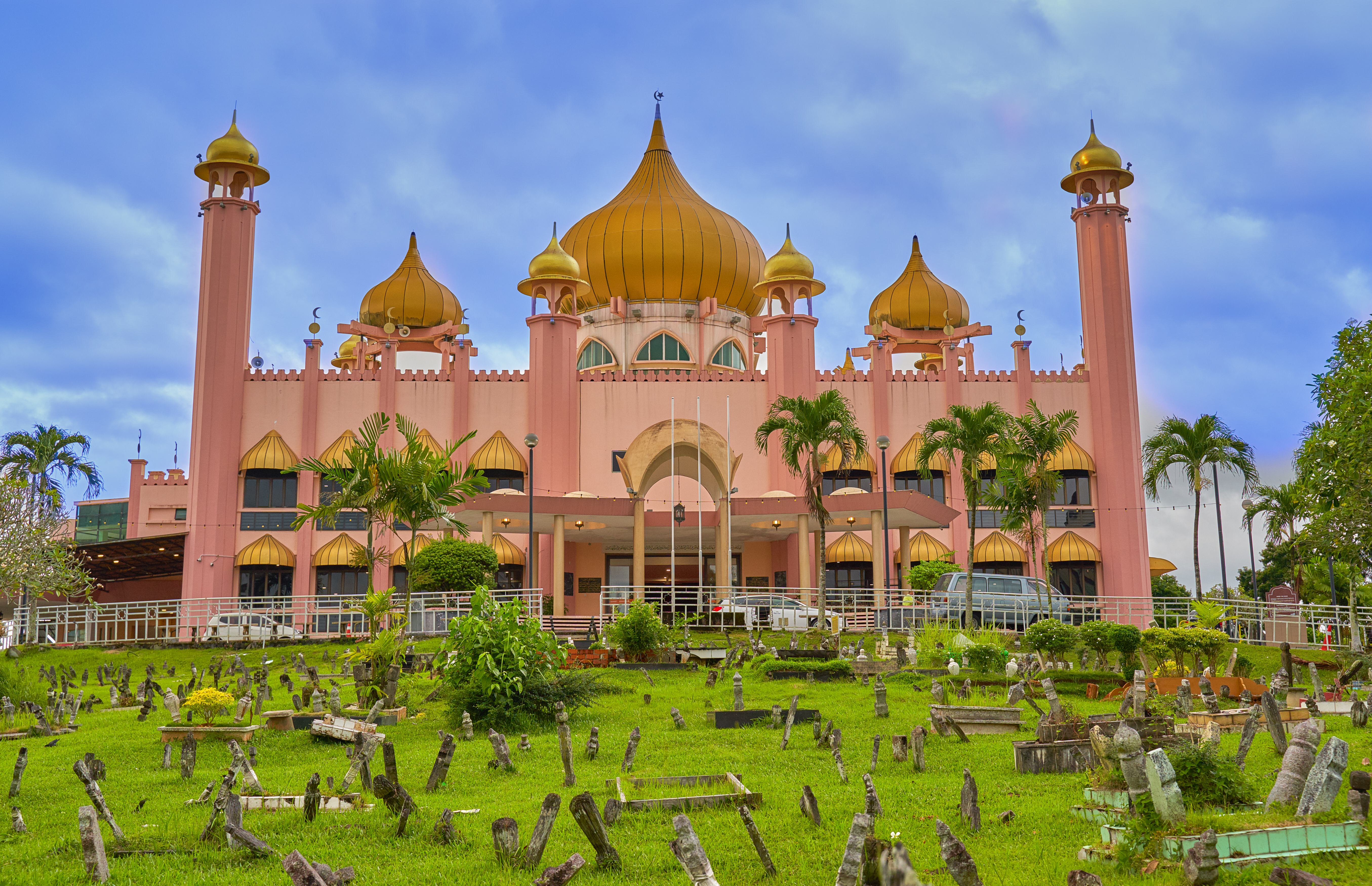
Vieille mosquée d'État de Sarawak, entourée d'un cimetière. Février 2020.

Le Sarawak, comme le Sabah voisin, se distingue par la forte proportion de tribus indigènes et la faiblesse de la population malaise qui ne représente qu'un quart du total. Plus de la moitié des habitants du Sarawak font partie des populations indigènes.  
Les Dayaks constituent le groupe le plus important du Sarawak. On distingue les Iban (30,33 % de la population en 2014), autrefois appelés Dayaks de la mer car ils naviguaient et pratiquaient la piraterie, et les Bidayuhs (8,4 % de la population, autrefois appelés Dayaks de la terre) vivant retirés à l'intérieur des terres. Les Ibans étaient autrefois des chasseurs de têtes redoutés. Leur habitat traditionnel est la maison longue (rumah panjang), une structure en bois construite sur pilotis comprenant de nombreuses pièces dans lesquels vivent plusieurs familles. Ils cultivent le riz mais également, pour la vente, le poivre, le cacao, le café, l'hévéa, le palmier à huile. Habitants des forêts et des montagnes de l'intérieur, ils sont désormais nombreux dans la périphérie des grandes villes du Sarawak (Kuching, Sibu, Kapit, Miri). Traditionnellement animistes, ils se sont majoritairement convertis au christianisme.  
Les Orang Ulu (6,7 %), c'est-à-dire gens de l'amont de la rivière, rassemblent différentes ethnies qui sont les plus anciens occupants du territoire. Ils vivent dans les régions les plus reculées de l'État. Les principales tribus sont les Kayans et les Kenyahs. Les Penans, qui arpentaient la forêt tropicale, étaient les derniers chasseurs-cueilleurs nomades du Sarawak.  
Les Melanaus (5,4 %) sont traditionnellement des pêcheurs. De toutes les populations indigènes, ce sont les seuls qui se soient convertis majoritairement à l'islam.  
Les Chinois représentent une population presque aussi importante que celle des Malais (24,2 % contre 24,4 %). Ce sont des émigrants qui sont venus à compter du XIXe siècle travailler dans les plantations et les mines d'or de Bau. Ils sont originaires de plusieurs régions de Chine dont ils continuent à parler le dialecte : hakka, hokkien, Fuzhou, teochew, cantonais, henghua. Le hokkien et le mandarin sont les langues les plus pratiquées.  
Les Malais sont traditionnellement des pêcheurs et des marins qui vivent sur les côtes et les rives de fleuves et qui, ces derniers temps, ont massivement migré vers les villes.  
La croissance de la population est de 1,8 %. En 2014, la population vivant en zone urbaine représente 58 % de la population totale, mais la majorité des peuples indigènes continue à habiter en zone rurale. En 2015, la population était de 2 636 000 habitants, ce qui en faisait le quatrième État le plus peuplé de Malaisie mais, avec une densité faible de l'ordre de 20 habitants/km2. Les villes les plus sont importantes sont la capitale Kuching (458 300 habitants en 2000), située à l'extrême ouest de l'État, Sibu (200 000 hab.), Miri (202 000 hab.) et Bintulu (103 000 hab.),,. 

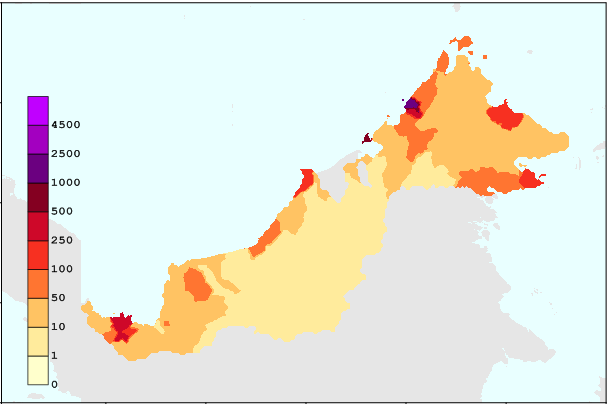
Densité de la population du Sarawak et du Sabah (2010)
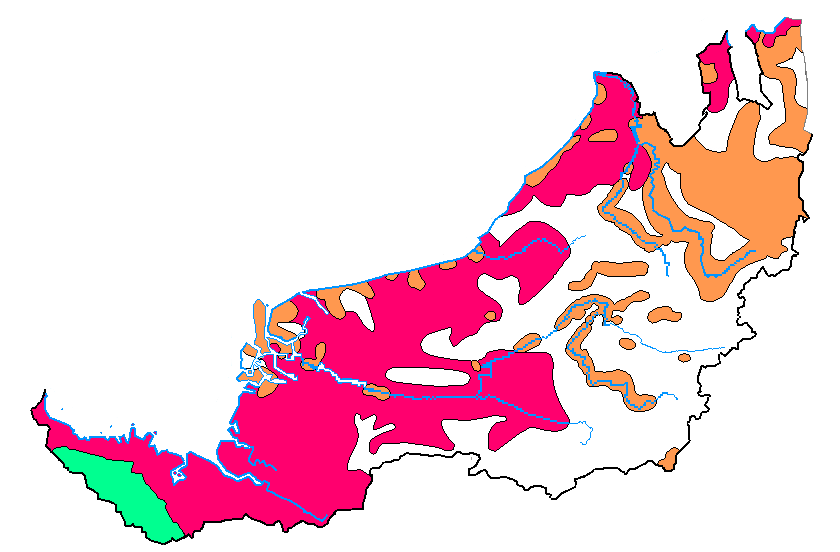
Distribution géographies des familles de langues utilisées au Sarawak :   - Langues malaïques
  - Langues bornéo du Nord
  - Langues dayak des terres
  - Zones avec plusieurs familles de langues

## Histoire

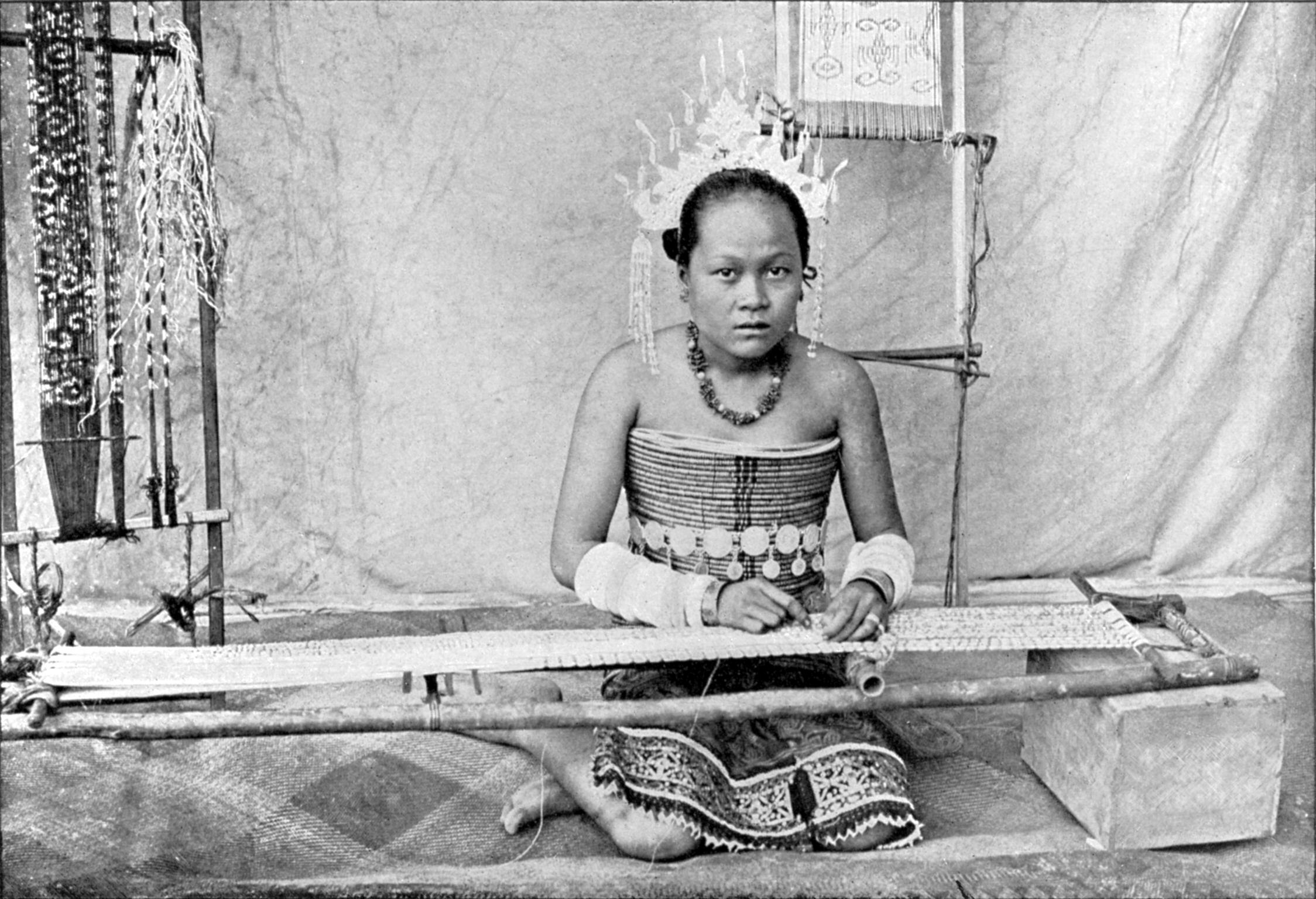
Femme dayak de Bornéo (avant 1911)

Les plus anciens vestiges humains du territoire du Sarawak ont été découverts dans les grottes de Niah à 110 km au sud-ouest de Miri. Il s'agissait du crâne d'un homme moderne vieux de 40 000 ans. Des céramiques chinoises datant des dynasties Tang (VIIIe siècle) et Ming ont été découvertes à Bongkisam près de Kuching ; elles attestent que le site était déjà à l'époque un mouillage fréquenté par les navires. Les vestiges d'un sanctuaire mégalithique datant peut-être du Xe siècle a été découvert. Les archéologues y ont trouvé la description de rites tantriques qui donne une idée du rayonnement culturel de Java, sans doute lié au développement d'un commerce dont l'île était alors le centre. Parmi les objets découverts se trouvaient des anneaux d'or.

### Sous l'influence du sultanat de Brunei
Brunei, dont le territoire moderne est enclavé dans celui du Sarawak, est initialement un petit royaume vassal de celui de Majapahit situé dans l'île de Java. Au milieu du XIVe siècle, Brunei prend son indépendance et étend son influence aux régions côtières du nord de Bornéo, notamment au territoire du Sarawak. Au cours du XVe siècle, le souverain de Brunei se convertit à l'Islam et prend le titre de sultan de Brunei. À la fin du XVIIe siècle plusieurs facteurs entrainent le déclin du sultanat : celui-ci connaît une longue guerre de succession et son commerce est ébranlé par la piraterie et l'influence croissante des puissances coloniales européennes.

### Dynastie des rajah blancs (1841–1946)

Expansion du territoire dirigé par les Brooke.

Au début du XVIe siècle, les navigateurs portugais cartographient les côtes du Sarawak, qu'ils baptisent Cerava, mais aucune colonie n'a été établie dans cette région de Bornéo. Au début du XIXe siècle le sultanat de Brunei, qui végète, néglige la gestion du Sarawak. Le gouverneur qu'il a nommé sur ce territoire, Indera Mahkota, décide de mettre en exploitation un gisement d'antimoine situé près de Kuching et augmente les taxes locales pour développer l'extraction, suscitant le mécontentement de la population locale. En 1836, les Malais et les Dayaks de terre (Bidayuhs) du Sarawak se révoltent et proclament leur indépendance. Le sultan Omar Ali Saif-Udin envoie en 1839 son oncle pour mater la révolte, mais celui-ci échoue. 

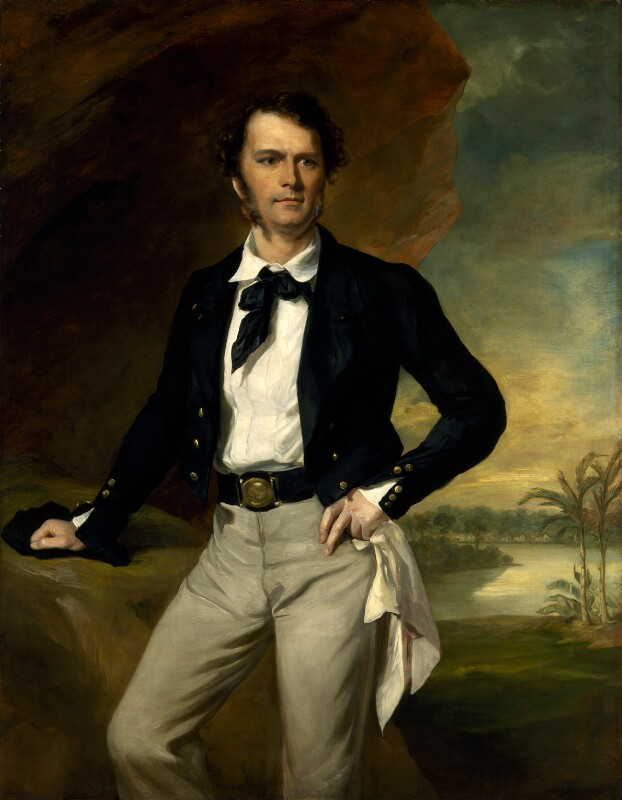
James Brooke premier des Rajahs blancs ayant dirigé le Sarawak.

C'est durant cet épisode de l'histoire du pays que survient James Brooke (1803–1868). Cet aventurier et ancien soldat anglais de l'Armée des Indes a acheté, avec son modeste héritage, un navire qu'il a armé et avec lequel il se rend à Bornéo en quête d'aventure. Il se met au service du sultanat de Brunei et parvient à mater la rébellion. Le sultan de Brunei le récompense en le nommant Raja (gouverneur) du Sarawak. Le territoire concédé ne s'étend que sur une faible partie du Sarawak moderne. Il comprend la région de Kuching entre Tanjong Datu et la rivière Sadong. Brooke devient le premier des Raja Putih (« rajahs blancs » qui seront à la tête du royaume de Sarawak de 1841 à 1946. James Brooke étend progressivement le territoire vers l'est jusqu'à Tanjong Kidurong. 
James Brooke meurt au Royaume-Uni en 1868. Il est remplacé par son neveu Charles Brooke, qui dirige le pays jusqu'à sa mort en 1917. Celui-ci étend à son tour le territoire en prenant possession du Baram en 1881, de Limbang en 1890 et de Lawas en 1905, fixant ainsi les limites du Sarawak actuel. Charles Brooke crée un appareil administratif moderne tout en conservant le droit coutumier des habitants de la région. Les technologies occidentales sont introduites pour développer l'économie. La forêt est défrichée dans les plaines côtières pour créer des plantations de palmiers à huile, et d'hévéas, produisant le caoutchouc. Les premiers gisements de pétrole sont extraits dans la région de Miri au début du XXe siècle. Les Brooke édifient un réseau de forteresses, dont Fort Alice en 1864 à Simanggang, l'actuelle Sri Aman, pour protéger le royaume des invasions des pirates, des révoltes des indigènes comme celles menées par Sharip Sahap, Sharip Masahor, Rentap et Bantin, ainsi que celle des mineurs d'or chinois hakka, de Bau, conduite par Liu Shan Ban,,. Charles met fin aux conflits tribaux et à la tradition de la chasse aux têtes. Pour faire fonctionner les plantations, les Brooke font appel à l'émigration chinoise. 
Charles Vyner Brooke succède à son père Charles en 1917. En 1941, il met en place une nouvelle constitution qui garantit un pouvoir plus important aux populations autochtones.

### Occupation japonaise (1941–1946)
Durant la Seconde Guerre mondiale, les Japonais, qui ont déclaré la guerre aux puissances coloniales européennes, progressent rapidement en Asie du Sud-Est. Les principales forces anglaises stationnées au Sarawak se replient à Singapour pour faire face à la progression japonaise dans la péninsule malaisienne. Les troupes d'invasion japonaises, parties du Vietnam, débarquent le 16 décembre 1941 sur la plage de Brighton dans le district de Miri et entrent dans la capitale Kuching le 24 décembre. Les forces anglaises restantes se replient à l'intérieur du pays avant de se rendre le 1er avril 1942. Les officiers européens sont enfermés dans le camp de Batu Lintang et un grand nombre meurt avant la libération. Les infrastructures sont profondément endommagés par le conflit. Les populations civiles souffrent de faim, car leur production de riz est en partie confisquée pour nourrir l'armée japonaise. 
Les troupes australiennes entament la reconquête du pays en débarquant dans la région de Lutong et Miri le 20 juin 1945. Mais les troupes japonaises ne se rendent complètement qu'à la fin de la guerre le 2 septembre 1945. Les forces militaires australiennes administrent le territoire sous mandat anglais jusqu'en avril 1946.

### Colonie britannique (1946-1963)
Vyner Brooke annonce son souhait de céder le Sarawak au Royaume-Uni début 1946. Cette décision est débattue au sein du conseil supérieur du Sarawak durant trois jours et elle est entérinée le 17 mai 1946 par une courte majorité de 19 voix pour et 16 voix contre. Le 1er juin 1946, le Sarawak devient une colonie de la couronne britannique et Sir Charles Arden-Clarke devient son premier gouverneur. Toutefois, cette décision ne fait pas l'unanimité dans la population. Les membres autochtones du conseil votent majoritairement contre le rattachement au Royaume-Uni. Des manifestations ont lieu et 388 fonctionnaires donnent leur démission pour marquer leur hostilité aux nouvelles autorités. Cette cession ayant été signée en violation de la Constitution, le neveu et successeur légitime de Brooke, Anthony (1912-2011) et la majorité des membres autochtones du Conseil national s'opposent à l'annexion, et insistent pour que la population soit consultée. Anthony Brooke est mis en cause quand Duncan Stewart, le deuxième gouverneur britannique au Sarawak, est assassiné à Sibu en 1949 par Rosli Dhoby (1932-1950) un activiste anti-cession soutenant secrètement l'union avec l'Indonésie nouvellement indépendante. Cet assassinat discrédite le mouvement anti-cession et pousse Anthony Brooke à renoncer à son combat. Les autorités anglaises parviennent à calmer les protestataires et les manifestations cessent pratiquement en 1950. Le pouvoir exécutif est exercé jusqu'en 1956 par le conseil supérieur. Une nouvelle constitution est promulguée cette année-là et pour la première fois une assemblée est élue au suffrage direct. 
Des documents publiés en mars 2011 révèlent que le gouvernement britannique savait qu'Anthony Brooke et le mouvement anti-cession n'étaient pas impliqués dans l'assassinat du gouverneur Duncan Stewart. Il avait cependant jugé préférable de ne pas le révéler. En 2013, le Haut-Commissariat britannique en Malaisie a présenté des excuses au nom de la Grande-Bretagne, mettant un terme à toute mise en cause d'Anthony Brooke.

### Rattachement à la Malaisie (1963)
La fédération de Malaisie, colonie britannique fédérant 11 États de la péninsule malaise, devient indépendante le 31 août 1957. Dans le cadre d'un mouvement de décolonisation général prôné par l'ONU, le gouvernement de la fédération de Malaisie, dirigé par le premier ministre Tunku Abdul Rahman, chef de l'UMNO, parti nationaliste malais à la tête d'une alliance de partis ethniques, propose d'élargir la fédération aux quatre États restés colonies britanniques : Singapour, Sarawak, le Nord-Bornéo (appelé ensuite Sabah) et Brunei. Des négociations, supervisées par les Britanniques sont menées durant deux ans entre les dirigeants de ces États et ceux de la fédération. Au Sarawak, la commission Cobbold établit une liste de 18 points garantissant les intérêts de l'État avant d'organiser un référendum dont les résultats sont favorables au rattachement. Le Sarawak ainsi que le Sabah et Singapour rejoignent le 16 septembre 1963 la fédération qui est rebaptisée Malaisie,,.

### Histoire moderne du Sarawak
Le rattachement du Sarawak et du Sabah à la Malaisie est accueilli avec hostilité par les dirigeants des Philippines, qui ont des vues sur le Sabah, et le président indonésien Sukarno, qui estime que l'ensemble de l'île de Bornéo fait partie du territoire de l'Indonésie. L'armée indonésienne harcèle la Malaisie jusqu'en 1966, obligeant l'armée britannique à maintenir des troupes au Sarawak. En 1990, les partis d'opposition remportent pour la première fois les élections au Sarawak et au Sabah. Les deux États estiment ne pas avoir profité de la croissance et de l'industrialisation des années soixante-dix et quatre-vingt, alors que pétrole, gaz naturel et bois ont permis cette industrialisation. Les tensions demeurent par la suite, mais sans aller jusqu'à des menaces de sécession.

## Économie

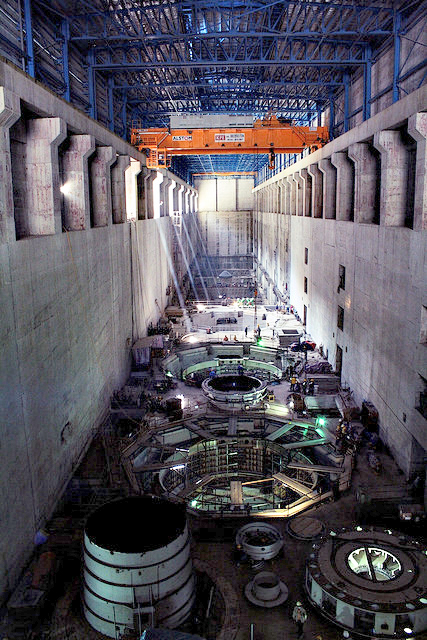
Turbines du barrage de Bakin

Le Sarawak possède d'abondantes ressources naturelles. Le pétrole, le gaz naturel la pêche, le bois, le caoutchouc, le cuivre, le tabac et l'huile de palme sont les principales. 
Le gouvernement malaisien développe l'exploitation de l'énergie des très nombreux cours d'eau en menant de nombreux projets hydro-électriques, dont le très controversé barrage de Bakun (2 400 MW) inauguré en 2011 et le barrage de Murum (944 MW) mis en exploitation en 2014. L'énergie produite qui excède la consommation électrique locale est en 2017 exportée vers le Kalimantan voisin (ligne de 230 MW) et des travaux sont en cours pour connecter Sabah et le Sultanat de Brunei. Un projet beaucoup plus ambitieux prévoit l'exportation d'électricité vers la Malaisie péninsulaire, avec la création d'une ligne sous-marine longue de plusieurs centaines de kilomètres, pouvant faire passer 1 600 MW. 
Le Sarawak est également un grand exportateur de bois tropical (en 2010, la Malaisie est le premier exportateur de bois non conifère). Le tourisme joue un rôle majeur dans l'économie locale et ce sont près de 4 millions de visiteurs que Sarawak a reçu en 2012.
Le secteur économique du Sarawak est important pour la Malaisie, car il représente 10,1 % du produit intérieur brut du pays (10,1 %) et se place au troisième rang derrière l’État de Selangor (22,2 %) et Kuala Lumpur (13,9 %). L'économie de cette région est dominée par les produits du secteur primaire (21,5 % agriculture et mines contre 8,1 % en moyenne en Malaisie). L'industrie représente 26,6 % du PIB (Malaisie 24,5 %), le secteur de la construction 3,1 % et le tertiaire 32,7 %. Les débouchés des produits locaux sont essentiellement à l'exportation, ce qui lie la croissance à la conjoncture économique mondiale et au cours des matières premières. En 2013, le montant des exportations du Sarawak était supérieur à son produit intérieur brut. Cette année-là, le gaz naturel liquéfié représente 50 % des exportations, et le pétrole brut 20,8 %, tandis que les produits agricoles (huile de palme et bois tropicaux) représentent 9 %.

## Transports
Sarawak est desservi par deux aéroports internationaux situés à Kuching et Miri. Elle dispose également de 5 aéroports régionaux et d'un certain nombre de petits terrains d'atterrissage permettant d'atteindre des populations situées dans des régions reculées. L’État dispose d'une réseau de 30 000 km de routes dont un axe majeur, l'autoroute Trans-Bornéo longue de 2 083 km dessert les principales villes de Sarawak. Le transport par la voie fluviale joue un rôle vital dans les transports : 55 rivières navigables constituent un réseau de 3 300 km de voies navigables. Un service public de transport fluvial (Express boat) dessert les zones rurales inaccessibles par route. L’État dispose de ports internationaux ou régionaux à Kuching, Sibu, Bintulu et Miri.

## Gouvernement local
Le Sarawak est gouverné selon les règles définies par la Constitution de la Malaisie entrée en vigueur en 1957. Selon celle-ci, la Malaisie est une monarchie parlementaire fédérale. Le roi de Malaisie, dont le rôle est principalement symbolique, est un des neuf sultans des États de la péninsule de la Malaisie. Il est élu pour 5 ans (présidence tournante) par ses pairs, les quatre gouverneurs des États non dirigés par des sultans et le premier ministre. Deux assemblées sont élues au niveau fédéral : la Chambre basse, la "Dewan Rakyat", constituée de 222 députés élus pour cinq ans au scrutin majoritaire uninominal à un tour et la Chambre haute ("Dewan Negara") composée de 70 membres avec un mandat de 5 ans dont 26 sénateurs, à raison de 2 sénateurs pour chaque État et 44 représentants des minorités ethniques nommés par le souverain, dont 40 avec l'approbation du Premier ministre. Le roi désigne le premier ministre, choisi au sein du parti majoritaire. De 1957 à 2018, le Barisan Nasional, coalition nationaliste et libérale dominée par l'Organisation nationale des Malais unis, parti nationaliste malais, dirige le pays.  
L’État de Sarawak, comme les autres États de Malaisie, dispose d'une chambre législative. Celle-ci est composée de 71 membres élus au suffrage universel pour une période de 5 ans. Un gouverneur de l'État, nommé par le roi de Malaisie, joue un rôle essentiellement symbolique mais est chargé de désigner le premier ministre du Sarawak. Celui-ci constitue un gouvernement exécutif. En Malaisie les pouvoirs législatif, exécutif et judiciaire sont divisés entre les instances fédérales et régionales. Les prérogatives des instances de l'État de Sarawak portent notamment sur la gestion du foncier, l'administration locale, les travaux publics tandis que la gestion de l'eau et des logements relèvent, selon le cas, des instances fédérale ou régionale. Le Sarawak avec le Sabah sont les seuls états à disposer d'une Haute cour de justice (sans pouvoir, toutefois, sur les décisions appliquées dans le cadre de la charia islamique).

## Menaces écologiques
Depuis le début des années 1960, la politique de développement du Sarawak a entraîné une extension considérable des coupes de bois tropicaux et des surfaces occupées par les plantations (huile de palme principalement) au détriment de la forêt tropicale. Plusieurs barrages de grande taille ont été construits en noyant de grandes surfaces de sol et en perturbant les équilibres écologiques des régions intérieures. Au cours des années 2010, certaines mesures ont été prises par le gouvernement malaisien pour réduire les atteintes écologiques. Le projet du barrage de Baram a été suspendu à la suite des protestations des populations locales.
- Déforestation en Malaisie

## Découpages administratifs
Sarawak comporte 12 divisions administratives elles-mêmes subdivisées en districts (bahagian). Ces derniers portent généralement le nom de la principale agglomération ou de la capitale administrative. Les divisions sont un héritage du passé colonial. À cette époque, l'administration britannique nommait un gouverneur à la tête de chaque division. À la suite de la création de la Malaisie, ce poste a été aboli et remplacé par des officiers de district nommés par le pouvoir exécutif de l’État de Sabah. Certains districts au Sarawak sont divisés en sous-districts (daerah kecil en français petit district). Comme dans le reste de la Malaisie, les dirigeants des collectivités locales ne sont pas élus par les habitants mais nommés par le responsable du district. Celui-ci désigne à la tête de chaque village (kampung) un responsable de village baptisé ketua kampung. 
| Division  | District   | Population | Population |
| Division  | District   | 2000       | 2010       |
| Kuching   | Kuching    | 580 634    | 705 546    |
| Kuching   | Bau        | 43 190     | 54 246     |
| Kuching   | Lundu      | 28 070     | 33 413     |
| Samarahan | Samarahan  | 48 068     | 87 923     |
| Samarahan | Serian     | 82 042     | 91 599     |
| Samarahan | Simunjan   | 38 098     | 39 226     |
| Samarahan | Asajaya    | 29 012     | 31 874     |
| Sri Aman  | Sri Aman   | 64 475     | 66 790     |
| Sri Aman  | Lubok Antu | 23 966     | 27 984     |
| Betong    | Betong     | 51 426     | 62 131     |
| Betong    | Saratok    | 43 035     | 46 094     |
| Sarikei   | Sarikei    | 59 043     | 58 021     |
| Sarikei   | Maradong   | 29 917     | 29 441     |
| Sarikei   | Julau      | 32 668     | 15 816     |
| Sarikei   | Pakan      | -          | 15 480     |
| Sibu      | Sibu       | 218 106    | 247 995    |
| Sibu      | Kanowit    | 27 982     | 28 954     |
| Sibu      | Selangau   | -          | 22 819     |
| Mukah     | Mukah      | 46 182     | 42 922     |
| Mukah     | Dalat      | 24 152     | 19 062     |
| Mukah     | Matu       | 11 498     | 17 369     |
| Mukah     | Daro       | 15 268     | 30 671     |
| Bintulu   | Bintulu    | 143 429    | 189 146    |
| Bintulu   | Tatau      | 23 943     | 30 383     |
| Kapit     | Kapit      | 58 430     | 56 053     |
| Kapit     | Song       | 19 806     | 20 595     |
| Kapit     | Belaga     | 23 611     | 36 114     |
| Miri      | Miri       | 228 231    | 300 543    |
| Miri      | Marudi     | 73 922     | 64 018     |
| Limbang   | Limbang    | 40 959     | 48 186     |
| Limbang   | Lawas      | 33 603     | 38 385     |

| Limbang Miri Bintulu Kapit Sibu Mukah Sarikei Betong Sri Aman Samarahan Kuching Serian |